# Darsekau
Darsekau gehört zur Ortschaft Seebenau und ist ein Ortsteil der Hansestadt Salzwedel im Altmarkkreis Salzwedel in Sachsen-Anhalt.

## Geographie

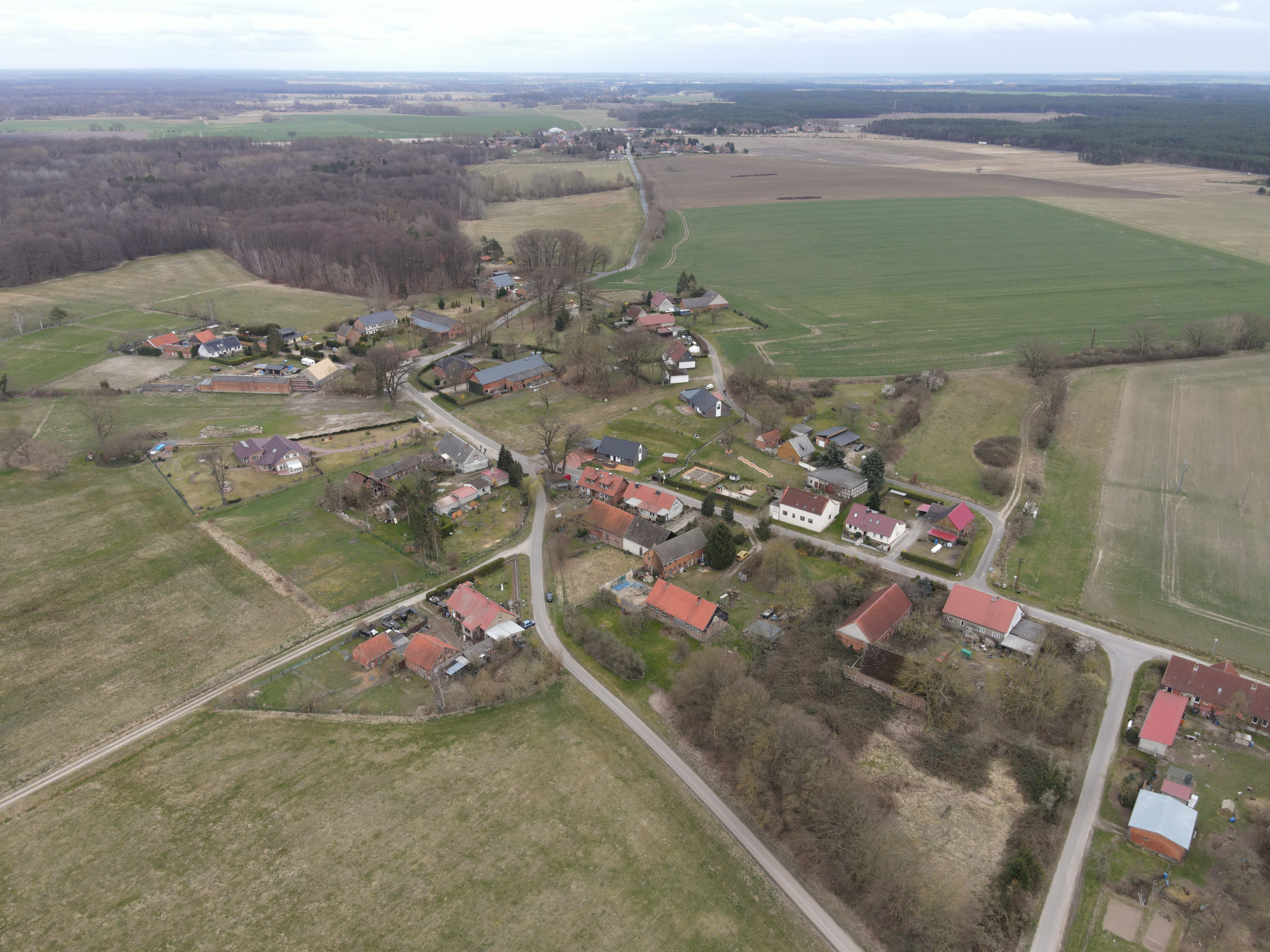
Darsekau, östlicher Teil, von Norden aus gesehen.

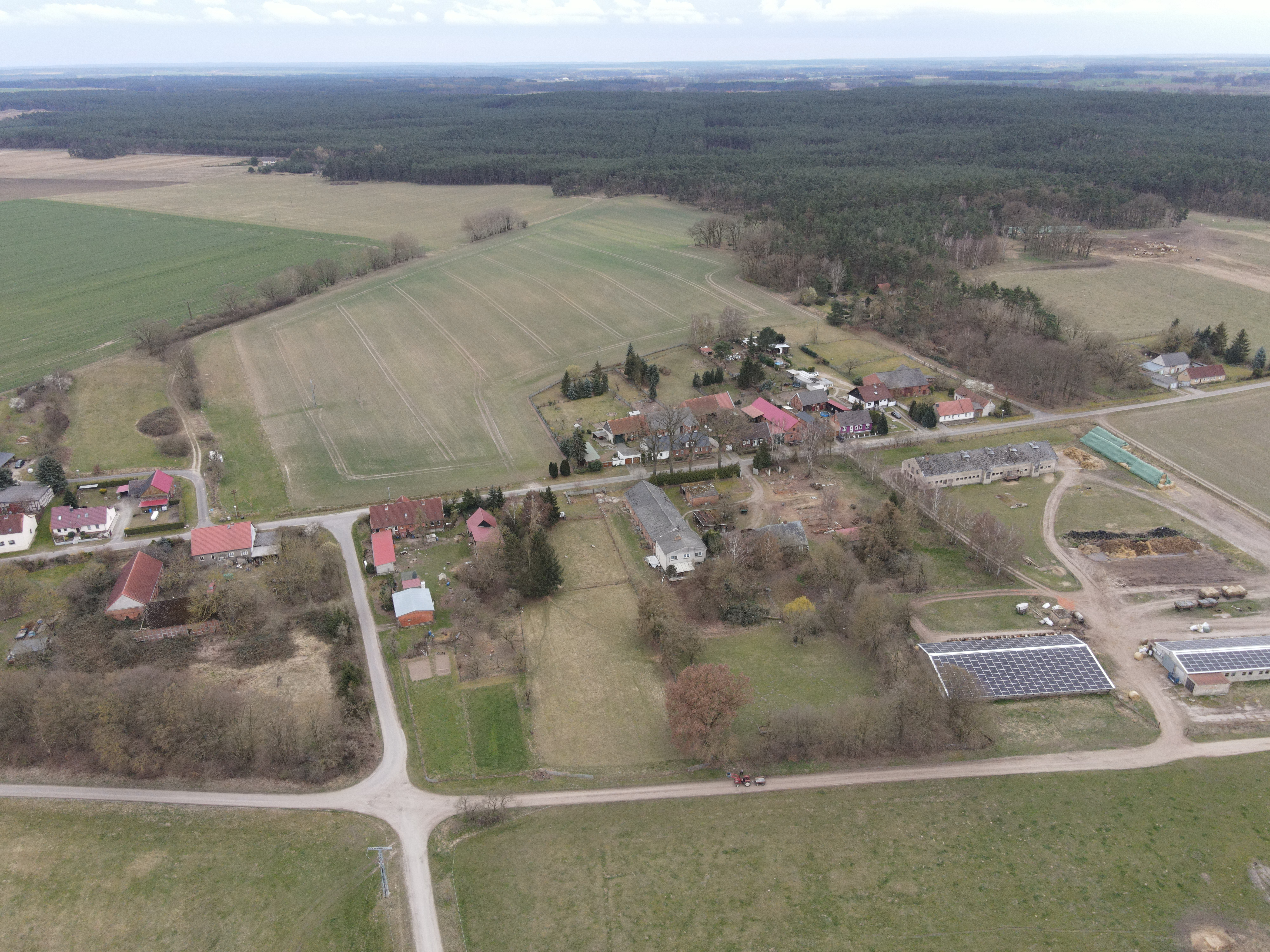
Darsekau, westlicher Teil, von Norden aus gesehen.

Das Dorf Darsekau, ein Straßendorf, liegt im Norden der Altmark am Grenzgraben Seeben-bergen und der Salzwedeler Dumme, die beide hier die Grenze zwischen Sachsen-Anhalt und Niedersachsen bilden. Im Osten liegt das Waldgebiet Seebenauer Holz.

## Geschichte

### Mittelalter bis Neuzeit
Im Landbuch der Mark Brandenburg von 1375 wird das Dorf als Darsekoww aufgeführt. Es war im Besitz der von Wustrow, die es an den Vasallen Jano weiterverlehnt hatten. Das Dorf hatte 7 Zinshufen (wovon eine wüst war) und einen Schulzen. Weitere Nennungen sind 1433 darsekow, 1687 Darsekow. und schließlich 1804 Darsekau.
Darsekau war ursprünglich ein Rundplatzdorf, wie aus dem Urmesstischblatt aus dem Jahre 1823 hervorgeht. Nach einem Brand wurde Darsekau in Richtung Westen als Straßendorf erweitert. Am südöstlichen Ortsausgang lag das Forsthaus Seeben, ab 1938 Forsthaus Seebenau genannt. Zur früheren Gemeinde gehörte der Bergener Steindamm, südlich der heutigen Bundesstraße 71 an der Grenze zu Niedersachsen gelegen, ein 1821 erbautes Nebenzollamt zweiter Klasse und Grenzposten des Hauptzollamtes Salzwedel.

### Eingemeindungen
Ursprünglich gehörte das Dorf zum Salzwedelischen Kreis der Mark Brandenburg in der Altmark. Zwischen 1807 und 1813 lag es im Stadtkanton Salzwedel auf dem Territorium des napoleonischen Königreichs Westphalen. Ab 1816 gehörte die Gemeinde zum Kreis Salzwedel, dem späteren Landkreis Salzwedel.
Am 1. April 1938 wurden die Gemeinden Darsekau und Seeben aus dem Landkreis Salzwedel zu einer neuen Gemeinde mit dem Namen Seebenau vereinigt. Mit der Eingemeindung von Seebenau nach Salzwedel am 1. Januar 2010 kam der Ortsteil Darsekau zur Stadt Salzwedel und gleichzeitig zur neu entstandenen Ortschaft Seebenau.

### Einwohnerentwicklung
| Jahr | Einwohner |
| ---- | --------- |
| 1734 | 064       |
| 1774 | 067       |
| 1789 | 093       |
| 1798 | 085       |
| 1801 | 084       |
| 1818 | 117       |
| 1840 | 184       |
| 1864 | 208       |
| 1871 | 211       |

| Jahr | Einwohner |
| ---- | --------- |
| 1885 | 214       |
| 1892 | [0]211    |
| 1895 | 194       |
| 1900 | [0]200    |
| 1905 | 198       |
| 1910 | [0]190    |
| 1925 | 165       |
| 2010 | [00]059   |
| 2014 | [00]067   |

| Jahr | Einwohner |
| ---- | --------- |
| 2015 | [00]76    |
| 2020 | [00]67    |
| 2021 | [00]72    |
| 2022 | [00]75    |
| 2023 | [0]69     |

Quelle, wenn nicht angegeben, bis 1925:

## Religion
Die evangelischen Christen aus Darsekau waren zur Kirchengemeinde Rockenthin eingepfarrt, eine mater combinata Rockenthin, die zur Pfarrei Bombeck gehörte. Die Evangelischen aus Darsekau gehören heute zum Pfarrbereich Osterwohle-Dähre im Kirchenkreis Salzwedel im Bischofssprengel Magdeburg der Evangelischen Kirche in Mitteldeutschland.

## Kultur und Sehenswürdigkeiten
- Der Ortsfriedhof mit einer Trauerhalle befindet sich am östlichen Ortsausgang.
- In Darsekau steht vor dem Friedhof ein Denkmal für die Gefallenen des Ersten Weltkrieges, eine abgestufte Natursteinpyramide mit eingelassenen Namenstafeln.[16]